# Sweet Tooth
Sweet Tooth est une série de comics créée par le canadien Jeff Lemire et publiée par Vertigo entre septembre 2009 et janvier 2013. La version française est publiée par Urban Comics dans la collection « Vertigo Deluxe » en une intégrale composée de trois volumes sortis entre décembre 2015 et décembre 2016.
En novembre 2020, une suite intitulée Sweet Tooth: The Return commence sa publication.
Une adaptation en série télévisée de Netflix sort sur la plateforme de streaming le 4 juin 2021 sous le même titre.

## Personnages
Gus
Tommy Jepperd
Dr. Singh
Wendy

## Parution
Douze numéros de Sweet Tooth sortent la première année, suivant le contrat de Jeff Lemire. Comme la suite du comic dépend du nombre de ventes, même l'auteur ne sait pas combien de numéros comptera la série finalement.
En mai 2012, Jeff Lemire annonce que Sweet Tooth finira sur un numéro double au chapitre 40. En janvier 2015, une histoire courte de huit pages intitulée Sweet Tooth: Black est publiée dans le Vertigo Quarterly: CMYK #4 Black.
En novembre 2020, une suite intitulée Sweet Tooth: The Return commence sa publication.

### Volumes reliés
La série est rééditée en six volumes reliés entre mai 2010 et juin 2013.
| no                          | Anglais               | Anglais          | Anglais           |
| no                          | Titre                 | Date de sortie   | ISBN              |
| --------------------------- | --------------------- | ---------------- | ----------------- |
| 1                           | Out of the Deep Woods | 18 mai 2010      | 978-1-4012-2696-1 |
| Liste des chapitres : 1-5   |                       |                  |                   |
| 2                           | In Captivity          | 14 décembre 2010 | 978-1-4012-2854-5 |
| Liste des chapitres : 6-11  |                       |                  |                   |
| 3                           | Animal Armies         | 8 juin 2011      | 978-1-4012-3170-5 |
| Liste des chapitres : 12-17 |                       |                  |                   |
| 4                           | Endangered Species    | 31 janvier 2012  | 978-1-4012-3361-7 |
| Liste des chapitres : 18-25 |                       |                  |                   |
| 5                           | Unnatural Habitats    | 31 octobre 2012  | 1-4012-2487-3     |
| Liste des chapitres : 26-32 |                       |                  |                   |
| 6                           | Wild Game             | 25 juin 2013     | 1-4012-2717-1     |
| Liste des chapitres : 33-40 |                       |                  |                   |

La série est également parue en version collector deluxe. La première édition française, basée sur cette version, est publiée par Urban Comics.
| no                          | anglais          | anglais           | Français        | Français          |
| no                          | Date de sortie   | ISBN              | Date de sortie  | ISBN              |
| --------------------------- | ---------------- | ----------------- | --------------- | ----------------- |
| 1                           | 2 septembre 2015 | 978-1-4012-5871-9 | 4 décembre 2015 | 978-2-365-77714-8 |
| Liste des chapitres : 1-12  |                  |                   |                 |                   |
| 2                           | 6 avril 2016     | 978-1-4012-6146-7 | 8 juillet 2016  | 978-2-365-77884-8 |
| Liste des chapitres : 13-25 |                  |                   |                 |                   |
| 3                           | 29 novembre 2016 | 978-1-4012-6739-1 | 9 décembre 2016 | 978-2-365-77941-8 |
| Liste des chapitres : 26-40 |                  |                   |                 |                   |

## Série télévisée
Le 16 novembre 2018, le service de streaming Hulu commande un pilote pour une potentielle adaptation du comics en série télévisée. Le pilote est prévu pour être écrit et réalisé par Jim Mickle, également producteur exécutif aux côtés de Robert Downey Jr., Susan Downey, Amanda Burrell et Linda Moran. Les compagnies de production prévues sont Team Downey (en) et Warner Bros. Television. Le 9 avril 2020, il est annoncé que la série est transférée de Hulu à Netflix. Le 12 mai 2020, Netflix commande une première saison de huit épisodes de la série, qui sort le 4 juin 2021 sous le même titre.